# Lijst van voetbalinterlands Noorwegen - Saarland
Deze lijst van voetbalinterlands is een overzicht van alle officiële voetbalwedstrijden tussen de nationale teams van Noorwegen en Saarland. De landen speelden in totaal twee keer tegen elkaar. De eerste ontmoeting, een kwalificatiewedstrijd voor het Wereldkampioenschap voetbal 1954, werd gespeeld in Oslo op 24 juni 1953. Het laatste duel, de returnwedstrijd in dezelfde kwalificatiereeks, vond plaats op 8 november 1953 in Saarbrücken.

## Wedstrijden
| № | Plaats      | Datum           | Competitie           | Wedstrijd            | Uitslag |
| - | ----------- | --------------- | -------------------- | -------------------- | ------- |
| 1 | Oslo        | 24 juni 1953    | WK 1954 kwalificatie | Noorwegen – Saarland | 2 – 3   |
| 2 | Saarbrücken | 8 november 1953 | WK 1954 kwalificatie | Saarland – Noorwegen | 0 – 0   |

## Samenvatting
| Competitie      | Totaal gespeeld | Winst Noorwegen | Gelijk | Winst Saarland | Doelsaldo Noorwegen – Saarland |
| --------------- | --------------- | --------------- | ------ | -------------- | ------------------------------ |
| WK-kwalificatie | 2               | 0               | 1      | 1              | 2 − 3                          |
| Totaal          | 2               | 0               | 1      | 1              | 2 − 3                          |

NFF · A-internationals · Selecties · Bondscoaches · Noors vrouwenelftal · Olympisch elftal · Noorwegen U21 · Noorwegen U20 · Noorwegen U19 · Noorwegen U18 · Noorwegen U17 · Noorwegen U16 · Vrouwen U17
1908 – 1919 ·
1920 – 1929 ·
1930 – 1939 ·
1940 – 1949 ·
1950 – 1959 ·
1960 – 1969 ·
1970 – 1979 ·
1980 – 1989 ·
1990 – 1999 ·
2000 – 2009 ·
2010 – 2019 ·
2020 − 2029
EK 2000
WK 1938 ·
WK 1994 ·
WK 1998
OS 1912 · 
OS 1920 · 
OS 1936 · 
OS 1952 · 
OS 1984
1908 ·
1909 ·
1910 ·
1911 ·
1912 · 
1913 · 
1914 · 
1915 · 
1916 · 
1917 · 
1918 · 
1919 · 
1920 · 
1921 · 
1922 · 
1923 · 
1924 · 
1925 · 
1926 · 
1927 · 
1928 · 
1929 · 
1930 · 
1931 · 
1932 · 
1933 · 
1934 · 
1935 · 
1936 · 
1937 · 
1938 · 
1939 · 
1940 – 1944 · 
1945 · 
1946 · 
1947 · 
1948 · 
1949 · 
1950 · 
1952 · 
1952 · 
1953 · 
1954 · 
1955 · 
1956 · 
1957 · 
1958 · 
1959 · 
1960 · 
1961 · 
1962 · 
1963 · 
1964 · 
1965 · 
1966 · 
1967 · 
1968 · 
1969 · 
1970 · 
1971 · 
1972 · 
1973 · 
1974 · 
1975 · 
1976 · 
1977 · 
1978 · 
1979 · 
1980 · 
1981 · 
1982 · 
1983 · 
1984 · 
1985 · 
1986 · 
1987 · 
1988 · 
1989 · 
1990 ·
1991 · 
1992 · 
1993 · 
1994 · 
1995 · 
1996 · 
1997 · 
1998 · 
1999 · 
2000 · 
2001 · 
2002 · 
2003 · 
2004 · 
2005 · 
2006 · 
2007 · 
2008 · 
2009 · 
2010 · 
2011 · 
2012 · 
2013 · 
2014 · 
2015 · 
2016 · 
2017 · 
2018 ·
2019 ·
2020 ·
2021 ·
2022 ·
2023 ·
2024
Albanië ·
Argentinië ·
Armenië ·
Australië ·
Azerbeidzjan ·
Bahrein ·
België ·
Bermuda ·
Bosnië en Herzegovina ·
Brazilië ·
Bulgarije ·
China ·
Colombia ·
Costa Rica ·
Cyprus ·
Denemarken ·
DDR ·
Duitsland ·
Egypte ·
Engeland ·
Estland ·
Faeröer ·
Finland ·
Frankrijk ·
Georgië ·
Ghana ·
Gibraltar ·
Grenada ·
Griekenland ·
Guatemala ·
Honduras ·
Hongarije ·
Hongkong ·
Ierland ·
IJsland ·
Israël ·
Italië ·
Jamaica ·
Japan ·
Joegoslavië ·
Jordanië ·
Kameroen ·
Kazachstan ·
Koeweit ·
Kosovo ·
Kroatië ·
Letland ·
Litouwen ·
Luxemburg ·
Malta ·
Marokko ·
Mexico ·
Moldavië ·
Montenegro ·
Nederland ·
Nieuw-Zeeland ·
Nigeria ·
Noord-Ierland ·
Noord-Korea ·
Noord-Macedonië ·
Oekraïne ·
Oman ·
Oostenrijk ·
Panama ·
Paraguay ·
Polen ·
Portugal ·
Qatar ·
Roemenië ·
Rusland ·
Saarland ·
San Marino ·
Saoedi-Arabië ·
Schotland ·
Senegal ·
Servië ·
Servië en Montenegro ·
Singapore ·
Slovenië ·
Slowakije ·
Sovjet-Unie ·
Spanje ·
Thailand ·
Trinidad en Tobago ·
Tsjechië ·
Tsjecho-Slowakije ·
Tunesië ·
Turkije ·
Uruguay ·
Verenigde Arabische Emiraten ·
Verenigde Staten ·
Verenigd Koninkrijk ·
Wales ·
Wit-Rusland ·
Zuid-Afrika ·
Zuid-Korea ·
Zweden ·
Zwitserland
Saarlandse voetbalbond
1950 – 1956
1950 · 
1951 · 
1952 · 
1953 · 
1954 · 
1955 · 
1956
Duitsland ·
Joegoslavië ·
Nederland ·
Noorwegen ·
Uruguay ·
Zwitserland
Waldemar Philippi (18) ·
Herbert Martin (17) ·
Gerhard Siedl (16) ·
Erwin Strempel (14) ·
Herbert Binkert (12) ·
Theo Puff (12) ·
Nikolaus Biewer (11) ·
Kurt Clemens (10) ·
Albert Keck (10) ·
Peter Momber (10) ·
Karl Berg (9) ·
Fritz Altmeyer (6) ·
Jakob Balzert (6) ·
Werner Otto (6) ·
Karl Schirra (6) ·
Gerhard Lauck (5) ·
Erich Leibenguth (5) ·
Peter Krieger (4) ·
Willi Sippel (4) ·
Heinz Vollmar (4) ·
Horst Borcherding (3) ·
Werner Emser (3) ·
Ewald Follman (3) ·
Franz Immig (3) ·
Heinz Schussig (3) ·
Hans Bild (2) ·
Manfred Ebert (2) ·
Helmut Fottner (2) ·
Hermann Monter (2) ·
Karl Ringel (2) ·
Gunter Herrmann (1) ·
Dieter Honnecker (1) ·
Ladislav Jirasek (1) ·
Horst Klauck (1) ·
Karl-Heinz Kunkel (1) ·
Hans Neuerberg (1) ·
Robert Niederkirchner (1) ·
Werner Prauss (1) ·
Walter Riedschy (1) ·
Heinrich Schmidt (1) ·
Erwin Wilhelm (1) ·
Ernst Zägel (1)